# コエゾゼミ
コエゾゼミ（小蝦夷蝉、学名: Lyristes bihamatus）は、カメムシ目（半翅目）・セミ科に分類されるセミの一種。
従来までの分類では属については Tibicen であったが、命名規約上無効との指摘があり、Lyristes に変更されている。

## 分布
日本の北海道、本州、四国、佐渡島、サハリン、南千島に分布する。本州では広島県が西限である。
中国大陸北部から大昔の日本に移動してきたエゾゼミと異なり、サハリン方面から日本に移動してきた昆虫であり、純粋な北方系のセミである。なお、北方系のセミは日本ではこのコエゾゼミとエゾチッチゼミの2種類しかいない。

## 形態
全長48-54mm、体長34-38mm、前翅開張90-95mmで、エゾゼミやアカエゾゼミよりも小型であり、キュウシュウエゾゼミやヤクシマエゾゼミと同程度である。
胸部背面にＷ字型の黄色の斑紋がある。基本的に前胸背外片の黄色帯は黒色部によって左右が切断されるが、途切れずつながっている個体もまれに存在する。

## 生態

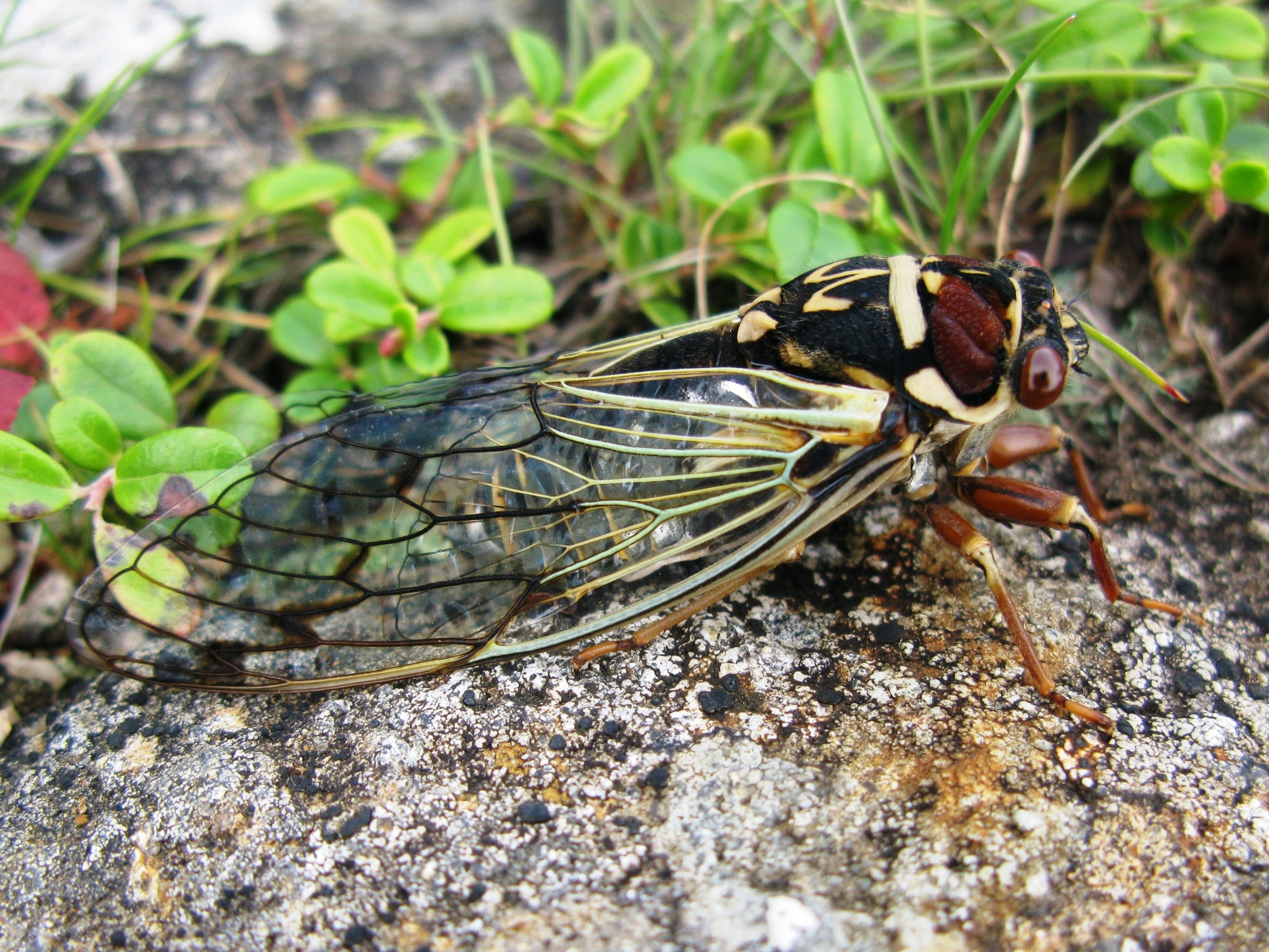
横から見たコエゾゼミ（福島県飯豊山）

北日本では平地にみられ、本州中部以西では標高900-1500mの山地に生息する。7月上旬から8月末に出現する。針葉樹を主に好むエゾゼミと異なり樹種の好き嫌いはあまりなく、ブナ、ミズナラ、エゾマツあるいはシラカバ、ナナカマドといったさまざまな樹木に、頭を下にして逆さにとまり、「ジー」と鳴く。なお、その鳴き声はアカエゾゼミとよく似ており、震えるような独特のビート音が入るエゾゼミの鳴き声とは少し異なる。とはいえ、両種の鳴き声を明確に聞き分けるのはなかなか難しい。また、交尾はV字型で行われる。これはエゾゼミとまったく同じである。
エゾゼミやヒグラシ・エゾハルゼミと同じく森林性のセミであり、通常は日中でも薄暗い森や山の中に生息する。ただし、森林の内部でのみ発生するエゾゼミと異なり、長野県北部では人工的な公園で成虫が発生している例がある。さらに北海道でも、そのような発生例が近年増加しているとの報告もある。これは、エゾゼミと異なり、街路樹としてもよく使われているシラカバやナナカマドをも嗜好するこのセミの性質によるものと考えられている。北海道知床半島の一部地域では、コエゾゼミ幼虫がカラマツ・トドマツ・アカエゾマツ人工林に多く生息し、幼虫を捕食するためにヒグマが人工林を利用する様子が観察されている。
ただし、今のところ、札幌市などの街中ではこのセミの増加は確認されていない。